# Ravnina
Ravnina je jedan od osnovnih pojmova u geometriji, dvodimenzionalna ravna površina koja se može vizualizirati u trodimenzionalnom prostoru, koja se u svakom smjeru širi do beskonačnosti. Da je ravna, znači da kroz svaku njenu točku može biti povučeno beskonačno mnogo različitih pravaca, koje ona u potpunosti sadrži. 
Ravnina se može zadati na više načina. Implicitna jednadžba ravnine dana je s  {\displaystyle ax+by+cz=d\,\!,}, gdje je barem jedan od koeficjenata a, b ili c različit od nule. Za implicitnu jednadžbu ravnine karakteristično je to da njeni koeficjenti tvore vektor normale, tj. vektor {\displaystyle {\overrightarrow {n}}=(a,b,c)} koji je okomit na tu ravninu.
Vektorska jednadžba ravnine dana je izrazom {\displaystyle {\overrightarrow {r}}={\overrightarrow {r_{T}}}+u\cdot {\overrightarrow {s_{1}}}+v\cdot {\overrightarrow {s_{2}}}}, gdje su {\displaystyle {\overrightarrow {r}}} radij vektor položaja proizvoljne točke na ravnini, {\displaystyle {\overrightarrow {r_{T}}}} radij vektor poznate točke T koja laži u ravnini, te {\displaystyle {\overrightarrow {s_{1}}}} i {\displaystyle {\overrightarrow {s_{2}}}} vektori smjera. Vektor normale moguće je dobiti kao vektorski produkt vektora smjera, tj. vrijedi {\displaystyle {\overrightarrow {n}}={\overrightarrow {s_{1}}}\times {\overrightarrow {s_{2}}}}.  
Ravnina se može točno odrediti pomoću aksioma:
- 1. Svake tri nekolinearne točke pripadaju jednoj i samo jednoj ravnini.
- 2. Svaka ravnina sadrži najmanje tri nekolinearne točke.
- 3. Postoje 4 točke koje ne pripadaju jednoj ravnini.